# Don Ellis Wilson
Don Ellis Wilson (Davis, Oklahoma, 30 de abril de 1944) es un zoólogo estadounidense. Su principal campo de investigación es la mastozoología, especialmente el grupo de los murciélagos, los cuales estudió en 65 países alrededor del mundo.

## Carrera
Wilson pasó su infancia y juventud en Nebraska, Texas, Oregón y Washington. Después de terminar la escuela secundaria en Bisbee, Arizona en 1961, se graduó con una Licenciatura en Ciencias de la Universidad de Arizona en 1965. Realizó su primera expedición a los trópicos en 1964 cuando aún era un estudiante. En las décadas siguientes realizó muchos más viajes allí para estudiar a los mamíferos.
Después de trabajar para el Servicio de Parques Nacionales en una torre de vigilancia de incendios en el Parque Nacional del Gran Cañón durante un verano, asistió a la escuela de postgrado de la Universidad de Nuevo México, donde se graduó de maestría en ciencias en la disciplina de biología en 1967 y ascendió a doctorado en 1970.
Durante este período pasó los meses de verano trabajando como naturalista para el Servicio Forestal de Estados Unidos en las montañas Sandía. Su tesis de maestría abordó las relaciones de cinco especies de Peromyscus en las montañas Sandía en Nuevo México, y su disertación con el pequeño murciélago insectívoro tropical Myotis nigricans.
De 1986 a 1988, Wilson fue presidentede la Sociedad Estadounidense de Mamólogos. En 1992 fue presidente de la Asociación para la Biología y la Conservación Tropical. Además, fue editor del Journal of Mammalogy durante cinco años y editor de las publicaciones Mammalian Species y Special Publications durante tres años. También trabajó en varios consejos editoriales. Forma parte de la junta directiva de las organizaciones Bat Conservation International, Biodiversity Foundation for Africa, Integrated Conservation Research y Lubee Bat Conservancy.

## Publicaciones
Wilson publicó más de 270 publicaciones científicas, incluido el libro Mamíferos de Nuevo México y tres monografías sobre murciélagos. En 1997, se publicó el libro Bats in Question – The Smithsonian Answer Book. En 2005, fue coeditor (junto con DeeAnn M. Reeder ) de la obra de referencia Mammal Species of the World.Desde 2009 es coeditor (junto a Russell Mittermeier) de la serie de libros Manual de los mamíferos del mundo, de la editorial española Lynx Edicions. Además, publicó los libros Animal, Human, Smithsonian Handbook of Mammals y Mammal para la editorial Dorling Kindersley. También fue autor de una guía de campo sobre la fauna de mamíferos de América del Norte, así como de la obra Smithsonian Book of North American Mammals.

## Honores
Wilson ganó varios premios, incluidos los premios del Instituto Smithsonian por sus destacadas contribuciones en el campo de la biología tropical, el premio a la publicación destacada del Servicio de Pesca y Vida Silvestre de EE. UU., el premio Gerrit S. Miller del Simposio norteamericano sobre investigación de murciélagos y el premio Hartley. Premio HT Jackson de la Sociedad Estadounidense de Mamólogos. Además, recibió el reconocimiento de la Asociación Mexicana de Mastozoología por sus destacados logros científicos y recibió una membresía honoraria de la Sociedad Estadounidense de Mammalogistas.
Una especie de serpiente, Myriopholis wilsoni, recibe su nombre en honor a Don E. Wilson.

## Vida personal
Wilson vive con su esposa, con quien se casó en 1962 en Gainesville, Virginia. La pareja tiene dos hijas (que trabajan como tutoras) y cuatro nietas.